# Bengt Leijonancker
Bengt Johan Ernst Leijonancker, före 1980 Augustinsson, född 14 januari 1922, död 19 november 2017 i Stockholm, var en svensk jurist och ämbetsman.

## Biografi
Leijonancker var yngste son till Wilhelm Augustinsson och hans hustru Elsa, född Johansson. När hans farmor dog 1972 utslocknade ätten Leijonancker på svärdssidan och Bengt Augustinsson ansökte och fick då anta namnet.
Efter studentexamen vid Norra Latin 1940 och officerstjänstgöring vid Svea trängkår i Linköping under andra världskriget blev han 1946 jur. kand. vid Stockholms högskola. Under tiden i Linköping träffade han sin blivande hustru Majlis (1921-2015), dotter till köpmannen Nils Wallertz.
Leijonancker tjänstgjorde inledningsvis vid Norra och Södra Vedbo domsaga och var tidvis kommunalborgmästare i Eksjö stad. Han var även kanslisekreterare i Handelsdepartementet och 1957 administrativ sekreterare i Statsrådsberedningen. från 1958 tjänstgjorde han som sekreterare åt Justitieombudsmannen fram till 1961, då han utnämndes till regeringsrättssekreterare. Under tiden 1964–1970 var han huvudsekreterare i den statliga utredningen om en ny livsmedelslagstiftning, Livsmedelsstadgekommittén. Sedan utredningen slutförts blev han sakkunnig i Jordbruksdepartementet och Sveriges riksdag för att genomföra kommitténs förslag. 1972 utnämndes han till byråchef och chefsjurist i det nybildade Statens livsmedelsverk. Från den tjänsten avgick han med pension 1987.
Vid sidan av sina ordinarie befattningar hade Leijonancker många andra uppdrag. Han var på 1950-talet sekreterare åt Nordiska rådets svenska delegation och statens revisor i Sveriges Allmänna Exportförening, Sveriges  standardiseringskommission och Varudeklarationsnämnden. Han medverkade också i olika utredningar om aktiebolagslagen, kvalitetskontroll inom skoindustrin, nordisk näringsrätt och nordiskt samarbete i konsumentfrågor. I många år anlitades han som föreläsare och lärare i livsmedelslagstiftning på bland  annat Karolinska Institutet, Lantbruksuniversitetet och Nordiska hälsovårdshögskolan.
Från mitten av 1960-talet fram  till sin pensionering deltog Leijonancker  dessutom i det internationella arbetet på livsmedelsområdet. Sålunda var han från 1964 svensk chefsdelegat i olika kommittéer inom FAO / WHO Codex Alimentarius Commission i Rom, Genève, Paris, Wien och Ottawa, där han bland annat var initiativtagare till internationella regler för datummärkning av livsmedel. År 1972 blev han styrelseledamot i European Food Law Association i Bryssel. Vidare medverkade han på FN:s uppdrag vid en modernisering av livsmedelslagstiftningen i Tunisien.
Efter sin pensionering 1987 anlitades Leijonancker av Utrikesdepartementet för att granska EU:s livsmedelsbestämmelser inför Sveriges inträde i den Europeiska unionen. 
Bengt Leijonancker fick med sin maka två söner. Han är begravd på Norra begravningsplatsen utanför Stockholm.